# Štědrý večer pana rady Vacátka
Štědrý večer pana rady Vacátka je československý televizní film z roku 1972 režiséra Jiřího Sequense natočený na námět Jiřího Marka. Snímek volně navazuje na seriál Hříšní lidé města pražského. Hlavní roli pražského policejního rady Vacátka ztvárnil stejně jako v seriálu Jaroslav Marvan. Jde o jediné dílo z celého cyklu, ve kterém se neobjevují detektivové Bouše a Brůžek.

## Děj
Příběh se odehrává na Štědrý den roku 1928. Pan rada Vacátko s inspektorem Mrázkem probírají karty lidí z galérky a libují si, že většina „velkých ryb“ je za mřížemi, takže by vánoční svátky mohly proběhnout v klidu. V hovoru narazí také na kasaře Nováka, který je na svobodě, protože z posledního vloupání vyvázl s podmínkou. Pan Mrázek soudí, že z jeho strany nebezpečí nehrozí, protože Novák vykrádal kasy vždy jen společně s komplicem Haďurou, a ten si právě odpykává trest. Pan rada si ovšem vzpomene na pověru, že na Štědrý večer je možné otevřít kasu jen se šperhákem a rozhodne se Nováka navštívit. Bojí se, že zrovna v tento večer by mohl mohla ona pověra zlákat Nováka k nekalým skutkům. Navíc ví, že kasařovi před nedávnem utekla žena a zůstal sám na výchovu malého chlapce. Případný trest, prodloužený o dvouletou podmínku, by znamenal, že by se o chlapce neměl kdo postarat, a to pan rada nechce dopustit.
V Novákově bytě je pouze syn Vašek. Dobrácký pan rada si rychle získá jeho důvěru. Když si společně prohlížejí vánoční stromeček, tak pan rada Vaškovi navrhne, aby doběhl ke kupci pro prskavky, které na stromku chybějí. Chlapec odběhne a policejní rada tak získá čas k prohlídce Novákova bytu. Za malou chvíli opravdu najde připravenou brašnu s kasařským náčiním a je jasné, že jeho podezření nebylo liché. Rozhodne se brašnu schovat na chodbě před vchodem do bytu.
Nedlouho poté dorazí domů Novák společně s Vaškem. Kasař je samozřejmě z takové návštěvy poněkud nesvůj, ale jeho rozpaky postupně pominou, protože rada Vacátko se chová velmi přátelsky. Nakonec společně stráví celý večer v dobré pohodě, hrají si s vláčkem, který Vašek dostal pod stromek. Novák při té příležitosti zjistí, že jeho brašna zmizela a je mu jasné, co se asi stalo.
O půlnoci jde Vašek spát a pan rada za zvuku zvonů konečně Novákovi vysvětlí, proč vlastně přišel. Prozradí mu skrýš, kam schoval nářadí, a ptá se, jestli si ho kasař vezme zpátky do bytu nebo ho nechá venku zrezavět. Odpověď neočekává a ani divák se nedozví, jestli skutečně Novák „řemesla“ zanechal či ne. Je však zřejmé, že na něj slova pana rady zapůsobila, a že o nich přemýšlí.

## Herecké obsazení
| Jaroslav Marvan      | policejní rada Vacátko      |
| František Filipovský | inspektor Mrázek            |
| Vlastimil Brodský    | kasař Novák                 |
| Tomáš Muchka         | Vašek, jeho syn             |
| Václav Kotva         | kapsář                      |
| Mirko Musil          | četník na tržišti           |
| Jiří Smutný          | četník na policejní stanici |

## Tvůrci
Režie se ujal Jiří Sequens, podobně jako v seriálu Hříšní lidé města pražského. Tentokrát se ovšem nepodílel na scénáři, ten napsal Jiří Marek společně se svoji manželkou, herečkou Evou Kubešovou. Hudbu k filmu jako tradičně složil Sequensův dvorní skladatel Zdeněk Liška.